# 粉青沙器

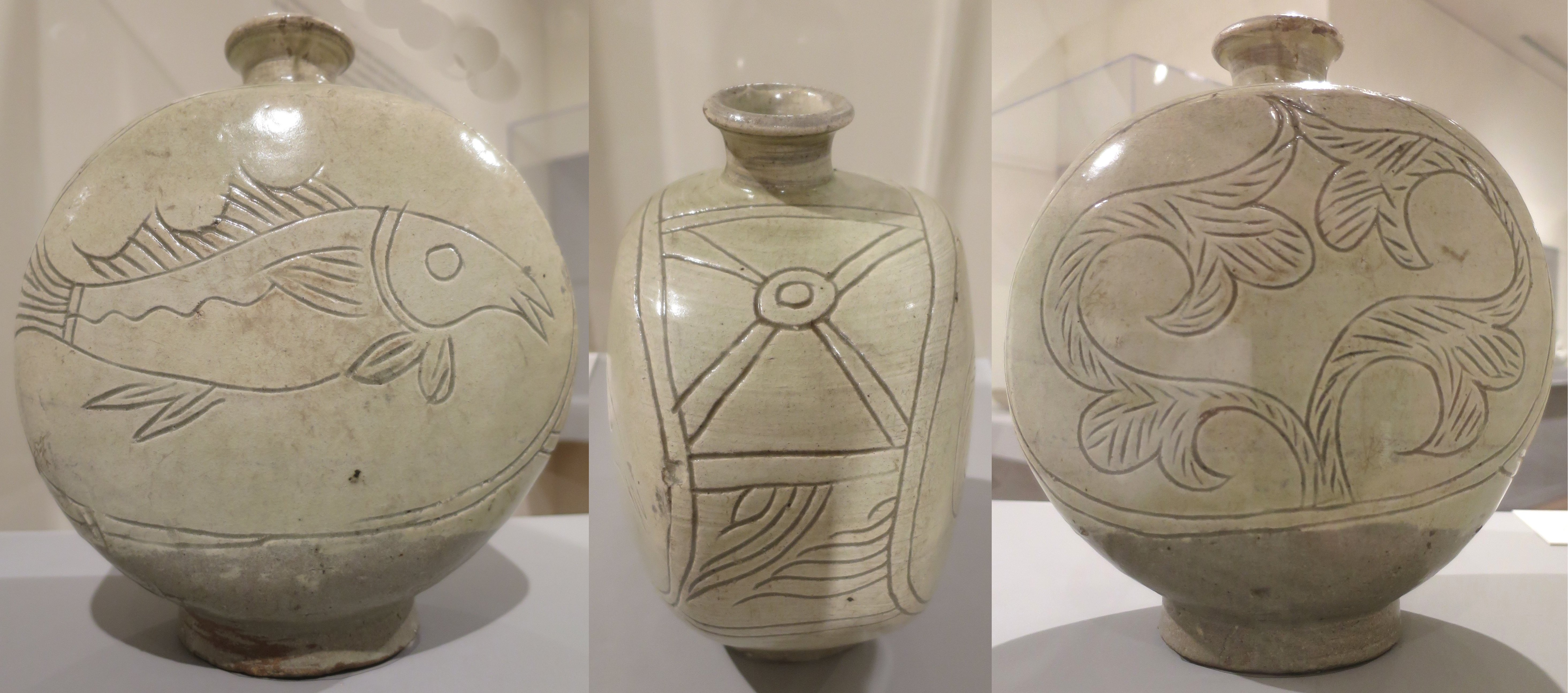
刻花魚文扁瓶 ホノルル美術館蔵

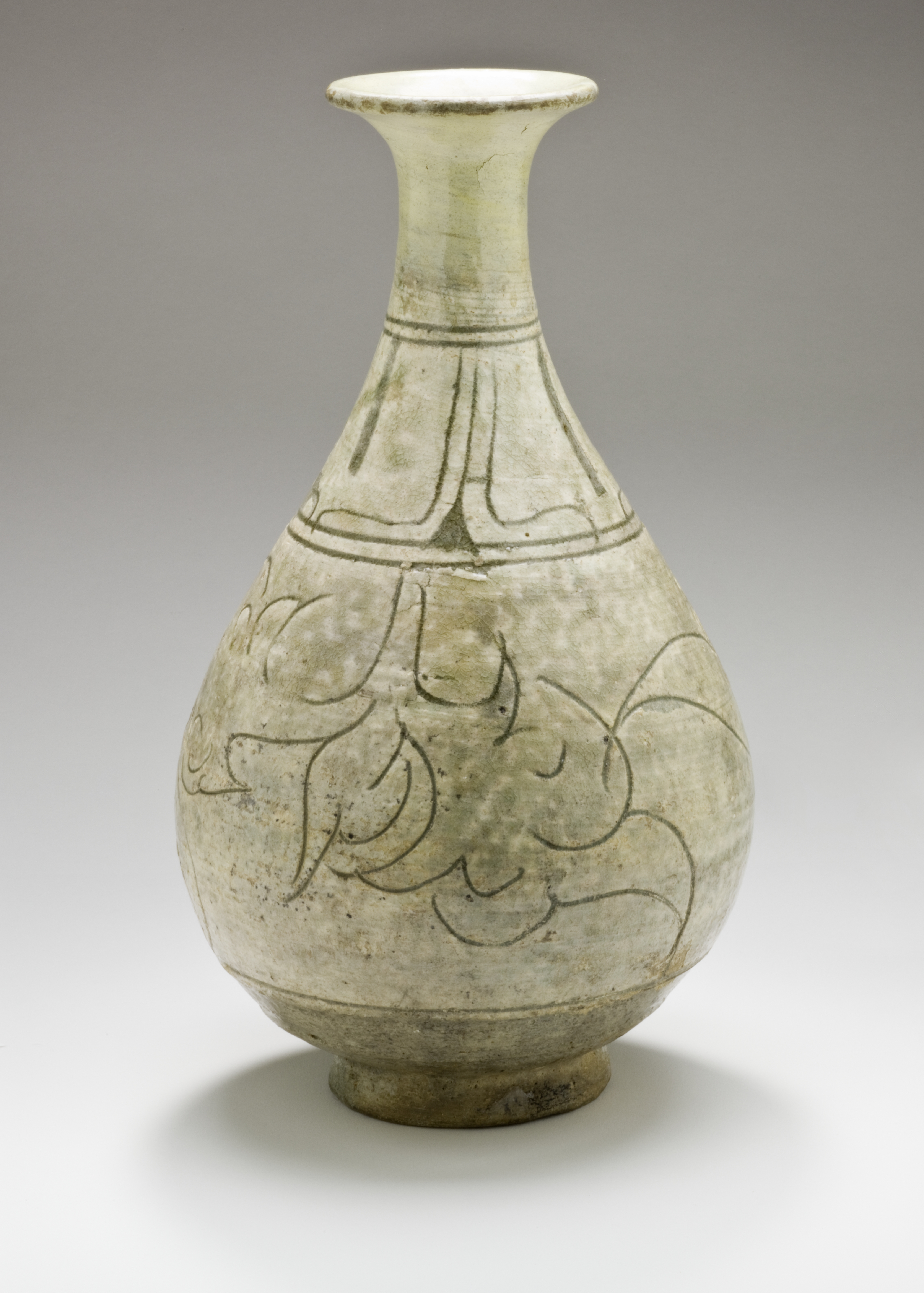
鉄絵蓮花唐草文瓶 ロサンジェルス・カウンティ美術館蔵

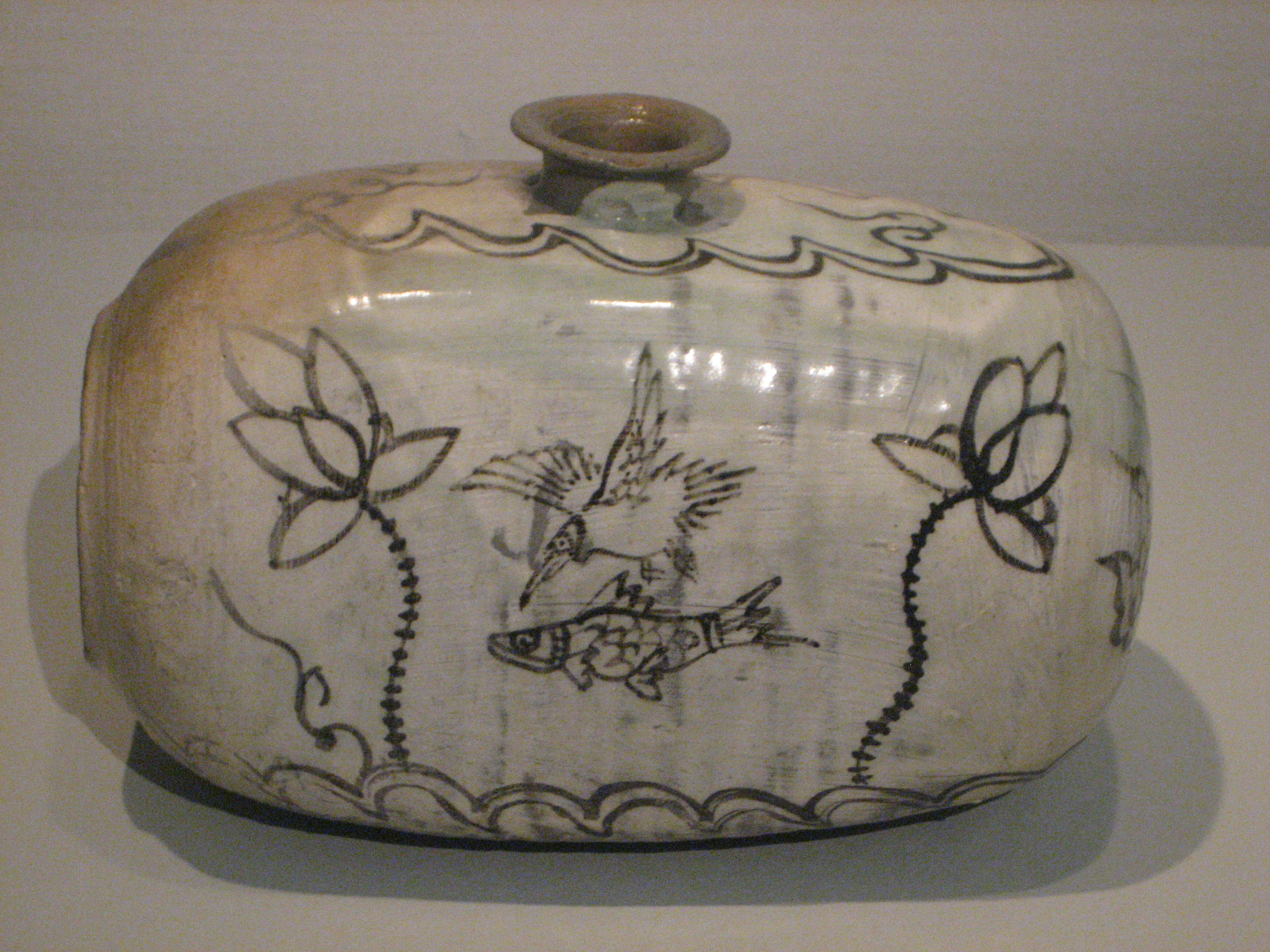
鉄絵蓮池鳥魚文俵壺 大阪市立東洋陶磁美術館蔵

粉青沙器（ふんせいさき）は、朝鮮半島で、李氏朝鮮時代の前半、15世紀を中心に作られた磁器の一種である。鉄分の多い陶土に肌理細かい白土釉で化粧掛けを施し、透明釉を掛けて焼造した。本来は、粉粧灰青沙器の略語。高麗時代末期の14世紀半ばに発祥し、15世紀に最盛期を迎え、16世紀前半には消滅して、その後の朝鮮王朝の磁器は李朝白磁が主体となった。

## 名称
「粉青沙器」という名称は古いものではない。1930年頃、美術史家の高裕燮が、「粉粧灰青沙器」という名称を提唱し、これを略した「粉青沙器」という名称が定着した。この種の器が製作されていた当時は特有の名称はなく、単に「磁器」と呼ばれていた。
隣国の日本では、この種の器が高麗茶碗の一種として珍重され、作調によって「三島」（みしま）、「刷毛目」（はけめ）、「粉引」（こひき）などと呼ばれた。「三島」はスタンプで器面に細かい文様を押し、色違いの土を象嵌したもので、今日でいう「印花文」にあたる。「刷毛目」は白化粧土を器面に刷毛で塗り、刷毛の跡が残っているもの、「粉引」は液状の白化粧土に器を浸したもので、韓国では「トムボン」という（「トムボン」は日本語の「どぼん」に近い擬態語）。

## 器種・技法
器種は瓶、壺、皿、碗などの一般的なもののほか、扁瓶、俵壺などもある。扁瓶とは円板を立てて置いたような円形扁平な器形の容器、俵壺とは、米俵のような形の横長の容器である。
粉青沙器の素地は、青磁に用いられるのと同種の灰色または灰黒色の土で、これに白の化粧土を掛け、さらに透明釉を施して焼造したものである。文様表現技法から、粉青沙器象嵌、粉青沙器印花、粉青沙器彫花、粉青沙器剥地、粉青沙器鉄絵、粉青沙器刷毛目、粉青沙器扮装などに分かれる
- 粉青沙器象嵌 - 高麗時代の象嵌青磁と同種の技法で、器表を文様の形に彫り窪め、色の違う土を嵌め込むものである。
- 粉青沙器印花 - 日本でいう「三島手」にあたるもので、スタンプを用いて細かい文様を一面に押し、凹部に象嵌を行うもの。
- 粉青沙器彫花 - 線刻によって文様を表すもの。
- 粉青沙器剥地 - 化粧掛けした白土を部分的に掻き落として灰色ないし灰黒色の素地を露出させ、文様を表すもの。文様部分を掻き落として「地」の部分を白く残す場合と、逆に「地」を掻き落として文様を白く残す場合とがある。
- 粉青沙器鉄絵 - 鉄絵具で文様を描くもの。
- 粉青沙器刷毛目 - 白化粧土を器面に刷毛で塗り、刷毛の跡が残っているもの。
- 粉青沙器扮装 - 日本でいう「粉引」。液状の白化粧土に器を浸したもの。

## 歴史
前代の高麗時代には「高麗青磁」として知られる朝鮮半島特有の青磁が盛んに焼かれたが、王朝の弱体化や社会情勢の変化により、1370年代にはそれまで青磁を一手に製造していた康津の官窯が機能しなくなり、陶工は各地へ拡散した。それとともに、青磁の器形、釉色、文様にも変化を生じ、青磁は衰退へ向かった。粉青沙器は、こうした窯業界の変化のなかから自然発生的に生まれてきたものである。
韓国国立中央博物館には「恭安府」銘の粉青沙器印花菊文の鉢があるが、恭安府は2代定宗の時代、1400年から1420年までの間に設けられていた臨時官庁であるので、この鉢の製作年代もその間に限られることとなり、初期粉青沙器の確実な年代を知ることのできる資料である。
朝鮮王朝歴代の『実録』のうち、『世宗実録』には「地理志」が含まれており、当時（15世紀前半）の国内の土産貢物について記している。ここには当時国内にあった324箇所の窯場（「陶器所」185箇所と「磁器所」139箇所）が記録されている。「陶器所」では発酵食品の貯蔵などに用いる土器と甕器（オンギ）、「磁器所」では白磁と粉青沙器を焼いており、これらの窯は半島各地に散在していた。
1469年、京畿道広州の官窯で白磁を焼造することが法制化された。それまで、王室では各地から磁器を貢納させていたが、この時以降、王室で使用する磁器は官窯で直接製造することになり、王朝の統治理念である儒教精神に合致した純白の磁器が作られることになった。こうした時代背景のもと、粉青沙器の製造は衰退していき、16世紀前半には姿を消した。韓国陶磁史研究家の姜敬淑は粉青沙器を評して、韓国人の心性と美意識が直接に現れた、もっとも韓国らしい陶磁器であるとしている。